# Георгиу, Тео
Тео Георгиу (нем. Teo Gheorghiu; род. 12 августа 1992, Меннедорф) — швейцарский пианист, сын румына и канадки.
Начал учиться музыке в пятилетнем возрасте в Цюрихе у Даниэля Хёкстера, затем в 2001—2010 годах учился в Англии в музыкальной школе имени Пёрселла. С 2010 года — студент Кёртисовского института в США (педагоги Леон Флейшер и Гэри Граффман). В 2004 году выиграл международный конкурс пианистов в Сан-Марино, в том же году дебютировал в цюрихском концертном зале Тонхалле, исполнив Концерт для фортепиано с оркестром Роберта Шумана. В 2005 году выиграл Международный конкурс пианистов имени Ференца Листа в Веймаре. Выступал с гастролями в Токио, Стамбуле, Лондоне, Бухаресте, Санкт-Петербурге, Потсдаме и др. В 2009 году был удостоен в Бонне Бетховенского кольца.
В 2006 году исполнил главную роль юного пианиста в фильме швейцарского кинорежиссёра Фреди Мурера «Витус».